# Alexander Wheelock Thayer
Alexander Wheelock Thayer (South Natick, 22 ottobre 1817 – Trieste, 15 luglio 1897) è stato un giornalista e musicologo statunitense, divenne famoso perché autore di una delle prime e più autorevoli biografie di Beethoven.

## Biografia

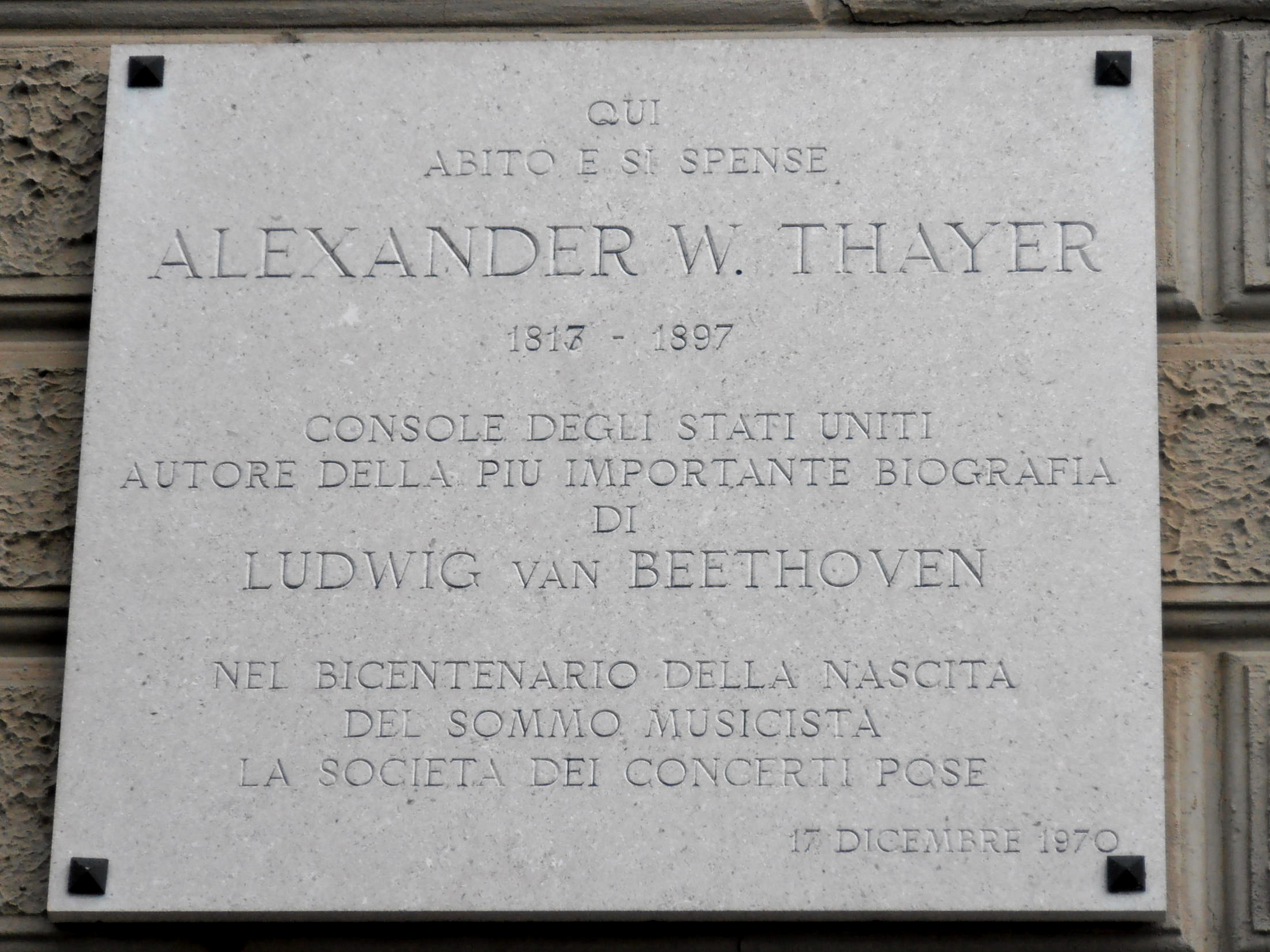
Targa ad Alexander Wheelock Thayer apposta alla casa dove morì, nell'attuale Riva Grumula, a Trieste

È stato a lungo bibliotecario dell'Università di Harvard, e spinto da una grande passione, collezionò una grande mole di informazioni utili per una biografia di Beethoven. Il materiale raccolto, si espanse ulteriormente, dopo un suo soggiorno in Germania e a Vienna.
Cercò anche di intervistare quelli che avevano conosciuto Beethoven decenni prima. Voleva essere il più obiettivo possibile e lui stesso 
affermò: «Non combatto per teorie e non nutro pregiudizi, il solo punto di vista è la verità.»
A questo punto Thayer si accorse che la biografia scritta da Anton Schindler, considerata fino a quel momento la più autorevole, cadeva in molte contraddizioni e discrepanze. Quindi il suo lavoro di ricerca ricevette nuovi slanci e durante gli anni trascorsi a Trieste, come console degli Stati Uniti mise a punto il primo volume della sua opera, tradotto in tedesco da Hermann Deiters con il titolo Ludwig van Beethoven Leben.
Fu proprio Deiters, a completare, per primo, il quarto e il quinto volume grazie al materiale di Thayer, e fu Hugo Riemann, definitivamente, a completare l'intero lavoro, pubblicando il IV volume nel 1907 e il V l'anno seguente. Nel 1964 il musicologo statunitense Elliot Forbes ne curò un'edizione inglese rivista e aggiornata.
Thayer scrisse anche altri libri importanti: Ein kritischer Beitrag zur Beethoven-Literatur e Chronologisches Verzeichnis der Werke L. van Beethovens.
Nel 2010 la Beethoven-Haus di Bonn gli ha dedicato, in collaborazione con lo studioso e suo biografo Luigi Bellofatto, una mostra.

## Opere principali
- A. W. Thayer, Thayer's Life of Beethoven., 2 volumi, rev. e ed. Elliot Forbes, Princeton University Press. ISBN 0-691-09103-X;
- Ludwig van Beethovens Leben. Nach dem Original-Manuskript deutsch bearbeitet von Hermann Deiters. Mit Benutzung der hinterlassenen Materialien des Verfassers neu ergänzt und herausgegeben von Hugo Riemann. 5 volumi, Lipsia, Breitkopf & Härtel 1866–1908;
- Signor Masoni and other papers of the late J. Brown. Eine Sammlung musikalischer Novellen., Berlino, 1862;
- Chronologisches Verzeichnis der Werke Ludwig van Beethoven’s., Berlino, 1865;
- Ein kritischer Beitrag zur Beethoven-Literatur, vorgelesen im Schillerverein zu Triest., Weber, Berlino 1877;
- Salieri: rival of Mozart, ed. di Theodore Albrecht, edizione Philharmonia of Greater Kansas City, Kansas City, 1989, ISBN 0-932845-37-1;